# Sternoptyx
Los peces-hacha del género Sternoptyx son peces marinos de la familia sternoptíquidos, distribuidos por las aguas profundas abisales de todos los océanos.
Tienen tamaño muy pequeño, con una longitud máxima descrita entre 5 y 6 cm. Son especies batipelágicas que viven cerca del fondo marino y que, a diferencia de muchas otras especies de la familia, no llevan a cabo migraciones verticales diarias.

## Especies
Existen cuatro especies válidas en este género:
- Sternoptyx diaphana (Hermann, 1781) - Pez-hacha transparente o Pez-hacha luminoso
- Sternoptyx obscura (Garman, 1899)
- Sternoptyx pseudobscura (Baird, 1971)
- Sternoptyx pseudodiaphana (Borodulina, 1977)